# Home Nations Series
Home Nations Series – seria turniejów snookera rozgrywana w czterech krajach członkowskich Zjednoczonego Królestwa od sezoniu 2016/17 łącząc dwa istniejące turnieje, Scottish Open i Welsh Open, z dwoma nowo utworzonymi turniejami, English Open i Northern Ireland Open.

## Historia
29 kwietnia 2015 roku Barry Hearn, prezes World Snooker, ogłosił, że od sezonu snookerowego 2016/2017 do kalendarza sezonu zostanie dodana seria „Home Nations Series”. Obejmuje turnieje z czterech krajów, które są ojczyzną snookera: English Open, Northern Ireland Open, Scottish Open i Welsh Open. Zawodnikowi, który wygra wszystkie cztery turnieje w tym samym sezonie, oferowano specjalny bonus w wysokości 1 miliona funtów, ale w 2020 r. zrezygnowano z niego ze względu na trwającą wówczas pandemię COVID-19. Jak dotąd najwięcej turniejów wygranych w jednym sezonie to dwa: Mark Selby wygrał English and Scottish Open w sezonie 2019/20, Gary Wilson wygrał Scottish and Welsh Open w sezonie 2023/24, a Judd Trump wygrał English and Northern Ireland Open w sezonach 2020/21 i 2023/24.
W ramach Home Nations Series amatorzy otrzymują dwie dzikie karty. Cztery krajowe organy zarządzające wybierają zawodników z dziką kartą zgodnie z kryteriami, które wcześniej uzgodniły z WPBSA. W sezonie 2021/22 zmieniono zasady rozgrywania pierwszej rundy. Jest to teraz runda kwalifikacyjna dla wszystkich graczy, którzy nie znaleźli się w pierwszej szesnastce. Najlepsza szesnastka rozgrywa rundę kwalifikacyjną na miejscu.

## Trofea
Trofea poszczególnych turniejów noszą nazwy na cześć znanych snookerzystów z poszczególnych krajów:
- Na English Open : trofeum Steve’a Davisa[5]
- Na turnieju Northern Ireland Open : trofeum Alexa Higginsa[6]
- Na Scottish Open : trofeum Stephena Hendry’ego[7]
- Na Welsh Open : trofeum Raya Reardona[8]

## Format
Wszystkie turnieje serii są turniejami rankingowymi World Snooker Tour i bierze w nich udział 128 zawodników. Po pierwszym nominowaniu wszystkich profesjonalnych graczy, nominowani zostaną gracze z dziką kartą, a na końcu gracze ‑ z rankingu Q School. Aż do ostatnich 16 meczów włącznie, mecze rozgrywane są w systemie "najlepszy z siedmiu frejmów", w ćwierćfinałach "najlepszy z dziewięciu", półfinały z 11, a finały z 17.
Od początku istnienia turnieju aż do  – turnieje były rozgrywane w systemie ‑ . W sezonie 2021 –  ostatnia runda 128 została nieznacznie zmodyfikowana i przekształcona w ‑ rundę kwalifikacyjną, w której gracze spoza pierwszej szesnastki muszą wygrać mecz, aby móc zagrać w finale. Najlepsza szesnastka wciąż gra w rundzie kwalifikacyjnej, ale ich mecze zostają przeniesione i rozegrane w finale.
Począwszy od sezonu – wszystkie turnieje w serii przyjęły system dzięki czemu są bardziej zgodne z innymi wydarzeniami, mając na celu ochronę wyżej notowanych profesjonalistów. Nowy format oznacza, że 32 najlepszych graczy w światowym rankingu automatycznie przechodzi do 1. rundy i nie bierze udziału w kwalifikacjach. Wszyscy zawodnicy znajdujący się poniżej 32 miejsca zagrają w ‑ formacie kwalifikacji: w pierwszej rundzie profesjonaliści z miejsc 65-96 grają z zawodnikami z miejsc 97-128. Zwycięzcy pierwszej rundy mierzą się z profesjonalistami rozstawionymi na miejscach 33-64. Zwycięzcy kwalifikacji zostaną losowo przydzieleni do pierwszej 32. Uzasadnienie zmiany formatu zostało opisane przez World Snooker Tour jako „danie niżej notowanym graczom możliwości zdobycia nagród pieniężnych w pierwszych rundach i później, przy jednoczesnym zapewnieniu, że widzowie telewizyjni i posiadacze ‑ będą mogli zobaczyć najlepszych graczy na finałowej arenie”.

## Wyniki
| Sezon   | Turniej               | Miasto        | Zwycięzca         | Wynik | Finalista         |
| ------- | --------------------- | ------------- | ----------------- | ----- | ----------------- |
|         |                       |               |                   |       |                   |
| 2016/17 | English Open          | Manchester    | Liang Wenbo       | 9–6   | Judd Trump        |
| 2016/17 | Northern Ireland Open | Belfast       | Mark King         | 9–8   | Barry Hawkins     |
| 2016/17 | Scottish Open         | Glasgow       | Marco Fu          | 9–4   | John Higgins      |
| 2016/17 | Welsh Open            | Cardiff       | Stuart Bingham    | 9–8   | Judd Trump        |
|         |                       |               |                   |       |                   |
| 2017/18 | English Open          | Barnsley      | Ronnie O’Sullivan | 9–2   | Kyren Wilson      |
| 2017/18 | Northern Ireland Open | Belfast       | Mark Williams     | 9–8   | Yan Bingtao       |
| 2017/18 | Scottish Open         | Glasgow       | Neil Robertson    | 9–8   | Cao Yupeng        |
| 2017/18 | Welsh Open            | Cardiff       | John Higgins      | 9–7   | Barry Hawkins     |
|         |                       |               |                   |       |                   |
| 2018/19 | English Open          | Crawley       | Stuart Bingham    | 9–7   | Mark Davis        |
| 2018/19 | Northern Ireland Open | Belfast       | Judd Trump        | 9–7   | Ronnie O’Sullivan |
| 2018/19 | Scottish Open         | Glasgow       | Mark Allen        | 9–7   | Shaun Murphy      |
| 2018/19 | Welsh Open            | Cardiff       | Neil Robertson    | 9–7   | Stuart Bingham    |
|         |                       |               |                   |       |                   |
| 2019/20 | English Open          | Crawley       | Mark Selby        | 9–1   | David Gilbert     |
| 2019/20 | Northern Ireland Open | Belfast       | Judd Trump        | 9–7   | Ronnie O’Sullivan |
| 2019/20 | Scottish Open         | Glasgow       | Mark Selby        | 9–6   | Jack Lisowski     |
| 2019/20 | Welsh Open            | Cardiff       | Shaun Murphy      | 9–1   | Kyren Wilson      |
|         |                       |               |                   |       |                   |
| 2020/21 | English Open          | Milton Keynes | Judd Trump        | 9–8   | Neil Robertson    |
| 2020/21 | Northern Ireland Open | Milton Keynes | Judd Trump        | 9–7   | Ronnie O’Sullivan |
| 2020/21 | Scottish Open         | Milton Keynes | Mark Selby        | 9–3   | Ronnie O’Sullivan |
| 2020/21 | Welsh Open            | Newport       | Jordan Brown      | 9–8   | Ronnie O’Sullivan |
|         |                       |               |                   |       |                   |
| 2021/22 | Northern Ireland Open | Belfast       | Mark Allen        | 9–8   | John Higgins      |
| 2021/22 | English Open          | Milton Keynes | Neil Robertson    | 9–8   | John Higgins      |
| 2021/22 | Scottish Open         | Llandudno     | Luca Brecel       | 9–5   | John Higgins      |
| 2021/22 | Welsh Open            | Newport       | Joe Perry         | 9–5   | Judd Trump        |
|         |                       |               |                   |       |                   |
| 2022/23 | Northern Ireland Open | Belfast       | Mark Allen        | 9–4   | Zhou Yuelong      |
| 2022/23 | Scottish Open         | Edynburg      | Gary Wilson       | 9–2   | Joe O’Connor      |
| 2022/23 | English Open          | Brentwood     | Mark Selby        | 9–6   | Luca Brecel       |
| 2022/23 | Welsh Open            | Llandudno     | Robert Milkins    | 9–7   | Shaun Murphy      |
|         |                       |               |                   |       |                   |
| 2023/24 | English Open          | Brentwood     | Judd Trump        | 9–7   | Zhang Anda        |
| 2023/24 | Northern Ireland Open | Belfast       | Judd Trump        | 9–3   | Chris Wakelin     |
| 2023/24 | Scottish Open         | Edynburg      | Gary Wilson       | 9–5   | Noppon Saengkham  |
| 2023/24 | Welsh Open            | Llandudno     | Gary Wilson       | 9–4   | Martin O’Donnell  |
|         |                       |               |                   |       |                   |
| 2024/25 | English Open          | Brentwood     | Neil Robertson    | 9–7   | Wu Yize           |
| 2024/25 | Northern Ireland Open | Belfast       | Kyren Wilson      | 9–3   | Judd Trump        |
| 2024/25 | Scottish Open         | Edynburg      | Lei Peifan        | 9–5   | Wu Yize           |
| 2024/25 | Welsh Open            | Llandudno     | Mark Selby        | 9–6   | Stephen Maguire   |

## Statystyki
| Zawodnik          | Razem | English Open | Northern Ireland Open | Scottish Open | Welsh Open | Lata zwycięstw |
| ----------------- | ----- | ------------ | --------------------- | ------------- | ---------- | -------------- |
| Judd Trump        | 6     | 2            | 4                     | 0             | 0          | 2018–2023      |
| Mark Selby        | 5     | 2            | 0                     | 2             | 1          | 2019–2025      |
| Neil Robertson    | 4     | 2            | 0                     | 1             | 1          | 2017–2024      |
| Mark Allen        | 3     | 0            | 2                     | 1             | 0          | 2018–2022      |
| Gary Wilson       | 3     | 0            | 0                     | 2             | 1          | 2022–2024      |
| Stuart Bingham    | 2     | 1            | 0                     | 0             | 1          | 2017–2018      |
| Liang Wenbo       | 1     | 1            | 0                     | 0             | 0          | 2016           |
| Mark King         | 1     | 0            | 1                     | 0             | 0          | 2016           |
| Marco Fu          | 1     | 0            | 0                     | 1             | 0          | 2016           |
| Ronnie O’Sullivan | 1     | 1            | 0                     | 0             | 0          | 2017           |
| Mark Williams     | 1     | 0            | 1                     | 0             | 0          | 2017           |
| John Higgins      | 1     | 0            | 0                     | 0             | 1          | 2018           |
| Shaun Murphy      | 1     | 0            | 0                     | 0             | 1          | 2020           |
| Jordan Brown      | 1     | 0            | 0                     | 0             | 1          | 2021           |
| Luca Brecel       | 1     | 0            | 0                     | 1             | 0          | 2021           |
| Joe Perry         | 1     | 0            | 0                     | 0             | 1          | 2022           |
| Robert Milkins    | 1     | 0            | 0                     | 0             | 1          | 2023           |
| Kyren Wilson      | 1     | 0            | 1                     | 0             | 0          | 2024           |
| Lei Peifan        | 1     | 0            | 0                     | 1             | 0          | 2024           |
| Razem             | 36    | 9            | 9                     | 9             | 9          | 2016–2025      |